# Stenocercus praeornatus
Stenocercus praeornatus — вид ігуаноподібних ящірок родини Tropiduridae. Ендемік Перу.

## Поширення і екологія
Stenocercus praeornatus відомі з типової місцевості, розташованої в Перуанських Андах в регіоні Хунін, на висоті 3320 м над рівнем моря. Вони живуть у вічнозелених гірських лісах, серед скельних виступів.